# Jens Nielsen (komponist)
 Der er flere personer med dette navn, se Jens Nielsen.
Jens Nielsen (f. 1967) er dansk komponist og sangskriver

## Uddannelse og virke
Jens Nielsen er uddannet som almen musikpædagog fra Nordjysk Musikkonservatorium i 1993.
- Højskolelærer på Haslev Udvidede Højskole i 1993 til 1997.
- Musikskoleleder i Sæby fra 1999-2014.
- Organist ved Sct. Olai Kirke siden 2019.
- Ejer af Nielsens Musik Arkiveret 18. juni 2012 hos  Wayback Machine siden 2000.

Gift med Henriette Wandborg og far til to.

## Værker
Udvalgt diskografi:
- Her hvor vi bor, lp/mc 1989. Sange med tekster af Jens Rosendal.
- Til glæden, cd/mc 1996. Sange med tekster af Arne Andreasen
- Til tiden, cd 2001. Sange med tekster af Arne Andreasen
- Her er mit kort, cd 2004.
- Sommerregn, cd 2005.  Med Laus Høybye og Karen Grarup som solister.
- Julens nye toner, cd 2006.
- Forårfornemmelser, cd 2009. Med Ivan Pedersen og Morten Kjær som solister.
- Efterårsglød, cd 2015. Med Dina Christiansen og Andreas Reichstein Hejslet som solister.
- Mit Danmark, bog 2018. Sange med tekster af Arne Andreasen. 3 tilhørende musikvideoer på Youtube. Forlaget Dansk Sang.
- OPsange, bog/album 2020. Sange af Karen Grarup og Jens Nielsen. Forlaget Dansk Sang.

Udvalgte hits:
- Højskolesangbogen: Troen er ikke en klippe.
- Sangbogen Dansk Sang: Årstidskanon og Hej, jeg hedder Lasse.
- FDF- og Spejdersangbøger: Opvaskeblues, Udkørt klokken 3 m.m.fl.
- Rytmiske Salmer: Vi tror en kærlig Gud og Troen er ikke en klippe.